# Hiệp hội Tâm thần học Hoa Kỳ
Hiệp hội Tâm thần học Hoa Kỳ (tiếng Anh: American Psychiatric Association, tên viết tắt: APA), thành lập năm 1844, là một tổ chức y tế chuyên nghiệp nghiên cứu về ngành tâm thần học của các bác sĩ tâm thần và thực tập sinh ngành tâm thần tại Hoa Kỳ, và là tổ chức tâm thần học lớn nhất trên thế giới.
Hiệp hội hiện có hơn 36.000 bác sĩ tâm thần, trong đó chủ yếu là người Mỹ và một số đến từ các quốc gia khác. Hiệp hội chuyên xuất bản các tạp chí và tài liệu khác nhau, cũng như ban hành Cẩm nang Chẩn đoán và Thống kê Rối loạn tâm thần (Diagnostic and Statistical Manual of Mental Disorders, thường được viết tắt là "DSM"). DSM là một hệ thống hóa về các bệnh tâm thần, được sử dụng trên toàn thế giới như một hướng dẫn quan trọng để chẩn đoán các rối loạn tâm thần.
Trụ sở chính của Hiệp hội đặt tại Quận Arlington, thuộc bang Virginia, Hoa Kỳ.